# Sataria coronata
Sataria coronata is een hooiwagen uit de familie Sclerosomatidae.